# Andrea Costa Imola Basket 2010-2011
L'Andrea Costa Imola Basket 2010-2011, sponsorizzata Aget, ha preso parte al campionato professionistico italiano di Legadue.

Ha disputato le proprie partite interne a Faenza, presso il PalaCattani.

## Verdetti
- Legadue:
  - stagione regolare: 10º posto su 16 squadre (13 vittorie, 17 sconfitte).

## Stagione
Dopo il positivo campionato 2009-2010, l'Andrea Costa conferma l'allenatore Maurizio Lasi, e il primo degli americani, Trent Whiting. Successivamente sono confermati Filippo Masoni, promosso al rango di capitano, e Davide Bruttini; in più l'Aget riesce a riportare in biancorosso Patricio Prato. A fine agosto arriva il colpo finale con l'ingaggio di Ndudi Ebi. Con un trio formato da Whiting, Prato ed Ebi, Imola mostra di avere ambizioni che vanno ben oltre la salvezza.
I primi risultati confermano le aspettative. In settembre, nel turno di qualificazione alle finali di Coppa Italia, Imola supera Rimini e Forlì, conquistando l'accesso alle Final Four.
Il campionato dei biancorossi comincia bene con la vittoria a Ferrara, seguita dalla sconfitta nel debutto casalingo con Veroli. L'Andrea Costa si riscatta con la vittoria del derby con Forlì alla quarta giornata. Il girone di andata è segnato, nel complesso, da un'alternanza di alte e basse prestazioni. Dopo la sconfitta nel derby con Rimini, maturata negli ultimi secondi, Imola infila una serie di quattro vittorie consecutive alla fine del girone d'andata. La squadra, trascinata da Whiting e Ebi rilancia le sue ambizioni per i play-off.
Nel girone di ritorno i biancorossi non riescono a ritrovare il buon gioco espresso nel 2010. Ebi, con le sue intemperanze, diventa un problema per la squadra e, dopo alcune prestazioni irritanti (per i tifosi e per la dirigenza), viene ceduto. Pochi giorni dopo si disputa la Final Four di Coppa Italia. Imola, sorprendentemente, supera la favorita Casale Monferrato e giunge in finale, dove viene sconfitta da Veroli.
In campionato i biancorossi rilanciano l'obiettivo play-off. Al posto di Ebi arriva il belga Ongenaet. Il campionato prosegue tra alti e bassi. Tra le note positive, il grande miglioramento di Bruttini, che offre grandi prestazioni a raffica. Nelle ultime giornate, però, l'Andrea Costa manca l'obiettivo play-off in virtù di una serie inaspettata di sconfitte casalinghe, anche con squadre inferiori dal punto di vista tecnico. I biancorossi chiudono la stagione regolare al decimo posto.